# Tuomo Suntola

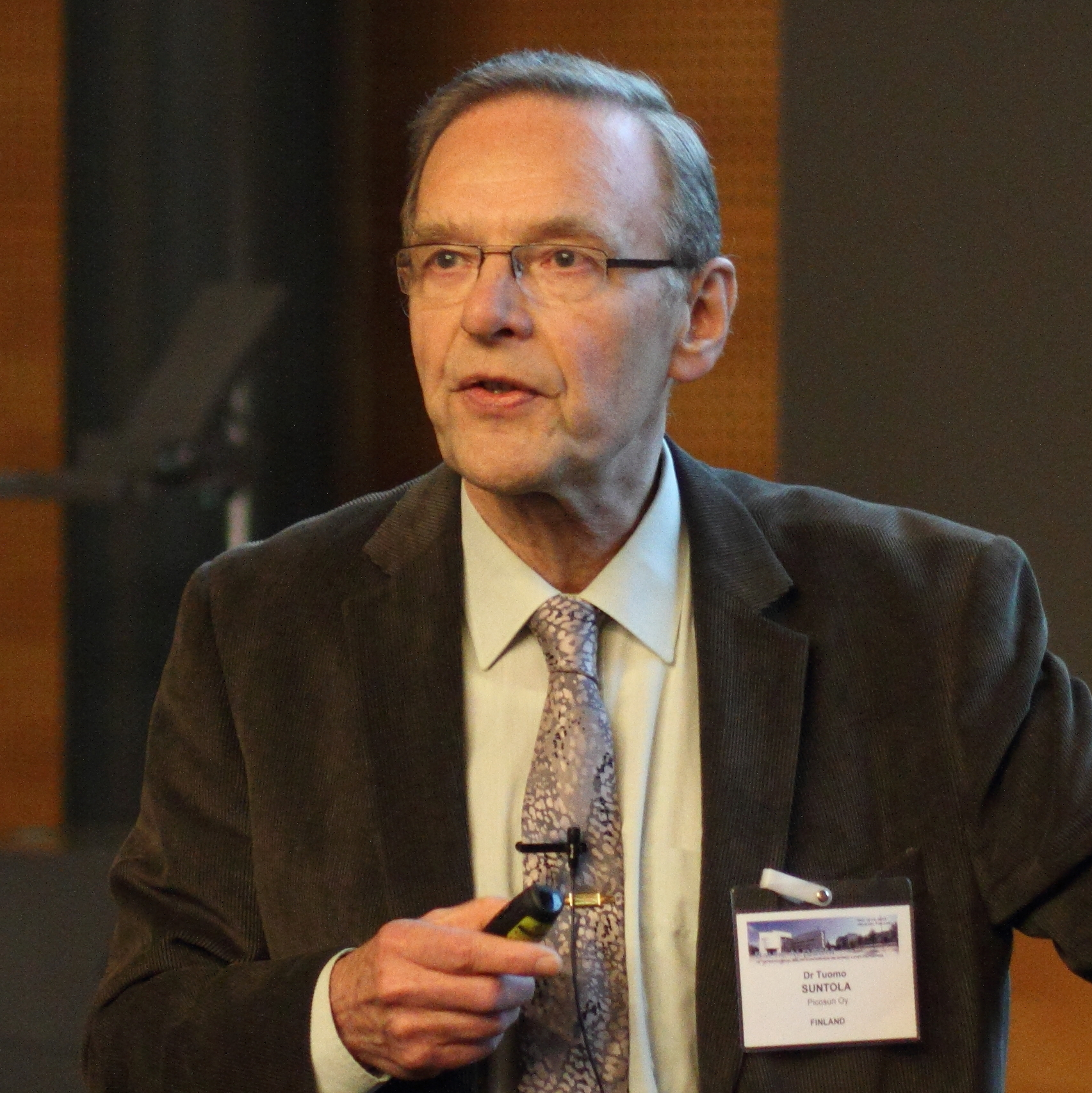
Tuomo Suntola 2014

Tuomo Suntola (* 1943 in Tampere) ist ein finnischer Physiker.
Suntola gilt als einer der Erfinder der Atomlagenabscheidung, die er 1974 unter dem Namen Atomic layer epitaxy (ALE) patentieren ließ und die in den 1990er und 2000er Jahren unter dem Namen Atomic layer deposition (ALD) in der Halbleiterindustrie ihren Durchbruch erlebte. Nach eigenen Angaben hat er selbst mit der Erfindung nur wenig Geld verdient, weil zum Zeitpunkt der breiten Anwendung die Patente längst abgelaufen waren.
Suntola erwarb an der Technischen Universität Helsinki 1967 ein Diplom und 1971 bei Thor Stubb ein Lizenziat und einen Ph.D. in Elektronenphysik. In den Folgejahren entwickelte Suntola für Vaisala Oy einen Feuchtigkeitssensor und für Lohja Oy auf der Basis des ALE-Verfahrens ultraflache Anzeigen mit Elektrolumineszenz. Den größten Teil seiner beruflichen Laufbahn beschäftigte er sich mit der Erweiterung, Verbesserung und industriellen Anwendung der Atomlagenabscheidung. In den letzten Jahren befasste sich Tuomo Suntola mit erneuerbaren Energien und übernahm Aufgaben für den World Energy Council. 2004 ging er in den Ruhestand, ist aber noch im Aufsichtsrat des ALD-Herstellers Picosun Oy tätig.
1983 wurde Suntola in die Teknillisten Tieteiden Akatemia (Finnische Technik-Akademie, TTA) gewählt, 2001 erhielt er den Orden des Löwen von Finnland (Offizierskreuz), 2014 wurde er mit dem European SEMI Award ausgezeichnet. Von 2015 bis 2017 war er Präsident der Luonnonfilosofian seura (Finnische Gesellschaft für Naturgeschichte). 2018 erhielt Suntola den mit 1,1 Millionen Euro dotierten Millennium Technology Prize.